# Muhammed Emin Sarıkaya
Muhammed Emin Sarıkaya (* 3. Januar 2002 in Oltu) ist ein türkischer Fußballspieler.

## Vereinskarriere
Muhammed Emin Sarıkaya wurde am 3. Januar 2002 in der osttürkischen Stadt Oltu geboren. Der aus Ostanatolien stammende Sarıkaya verbrachte unter anderem die Saison 2013/14 im Nachwuchsbereich von Murat Hüdavendigâr, ehe er sich im Jahre 2014 der Jugend des türkischen Erstligisten Bursaspor anschloss. Nach einigen Jahren im vereinseigenen Nachwuchs – unter anderem spielte er 2015/16 in der U-14-Mannschaft und 2016/17 in der U-15 – erhielt Sarıkaya kurz vor Ende Saison 2017/18, zu dieser Zeit gerade in der türkischen U-16-Elitaliga aktiv, seinen ersten Profivertrag bei Bursaspor. Am 16. Mai 2018 unterschrieb er einen Zweijahresvertrag bis 20. Mai 2020 und kam zwei Tage nach Vertragsunterzeichnung im letzten Saisonspiel der Süper Lig 2017/18 bei der 0:1-Auswärtsniederlage gegen Gençlerbirliği Ankara zu seinem Profidebüt, als er von Trainer Mustafa Er in der 85. Spielminute für Pablo Batalla als Rechtsverteidiger auf den Rasen geschickt wurde. Mit 16 Jahre, vier Monaten und fünf Tagen war er der viertjüngste Debütant in der Geschichte der Süper Lig, sowie der erste im Jahre 2002 geborene Spieler in der Liga.
Nachdem Bursaspor im Sommer 2019 den Klassenerhalt in der Süper Lig verfehlt hatte, verließ Sarıkaya diesen Verein und wechselte zum Erstligisten Istanbul Başakşehir FK.

## Nationalmannschaftskarriere
Am 2. März 2017 debütierte Sarıkaya in einem freundschaftlichen U-15-Länderspiel der Türkei gegen Belarus; dies sollte sein einziger U-15-Einsatz bleiben. Im November 2017 nahm er mit der türkischen U-16-Nationalauswahl am Aegean Cup teil und kam in diesem in allen vier Spielen seiner Mannschaft zum Einsatz. Mit den Türken schied er im Finale mit 0:1 gegen den Titelverteidiger Griechenland zum Einsatz. Nach einem weiteren Freundschaftsspieleinsatz für die U-16 im Dezember 2017, debütierte er einen Monat später bereits für die türkische U-17-Nationalmannschaft und absolvierte im Zeitraum Januar bis Februar 2018 vier freundschaftliche Länderspiele. Im April 2018 kam er daraufhin wieder in zwei Partien der türkischen U-16-Junioren zum Einsatz.